# IC 4410
IC 4410 ist eine Spiralgalaxie vom Hubble-Typ S im Sternbild Bärenhüter am Nordsternhimmel. Sie ist rund 715 Millionen Lichtjahre von der Milchstraße entfernt. Gemeinsam mit PGC 1532043 bildet sie das Galaxienpaar Holm 636.

Im gleichen Himmelsareal befinden sich die Galaxien IC 999, IC 1000, IC 4415, IC 4417.
Das Objekt wurde am 10. Mai 1904 von Royal Harwood Frost entdeckt.